# جيمس موريس الثالث
جيمس موريس الثالث (بالإنجليزية: James Morris III) هو عسكري أمريكي، ولد في 19 يناير 1752 في موريس في الولايات المتحدة، وتوفي في 20 أبريل 1820 في غوشين في الولايات المتحدة.